# 엘런 코버트
앨런 코버트(Allen Covert, 1964년 10월 13일 ~ )는 미국의 배우, 영화 제작자, 작가, 각본가이다.
웨스트팜비치에서 태어났다.

## 영화
- 웨딩위크 (2018년)
- 몬스터 호텔 3 (2018년)
- 샌디 웩슬러 (2017년)
- 두 오버 (2016년)
- 몬스터 호텔 2 (2015년) - 캔들 케이크 몬스터 목소리 역
- 잭 앤 질 (2011년) - 조엘 파리 / 다미엔 브라더 역
- 마이 프리텐드 와이프 (2011년) - 소울 패치 역
- 버키 라슨: 나도 스타다 (2011년)
- 그로운 업스 (2010년)
- 폴 블라트 - 몰 캅 (2009년)
- 스트레인지 와일더니스 (2008년)
- 하우스 버니 (2008년)
- 베드타임 스토리 (2008년)
- 업 클로즈 위드 캐리 키건 (2007년) - 게스트 역
- 척 앤 래리 (2007년) - 스티브 역
- 그랜드마 보이 (2006년) - 알렉스 역
- 벤치워머스 (2006년)
- 롱기스트 야드 (2005년)
- 첫 키스만 50번째 (2004년) - 10초 남자 톰 역
- 성질 죽이기 (2003년) - 앤드류 역
- 에이트 크레이지 나이트 (2002년)
- 미스터 디즈 (2002년) - 마티 역
- 리틀 니키 (2000년) - 토드 역
- 듀스 비갈로 (1999년) - 빅 역
- 25살의 키스 (1999년)
- 빅 대디 (1999년) - 필 다마토 역
- 워터보이 (1998년)
- 웨딩 싱어 (1998년) - 새미 역
- 해피 길모어 (1996년) - 오토 역
- LA 캅스 (1996년)
- 에어헤드 (1994년)
- 고잉 오버보드 (1989년)